# Жигосани у рекету (1. сезона)
Прва сезона серије Жигосани у рекету премијерно је емитована од 1. новембра 2018. до 21. јуна 2019. године на мрежи Топ/Нова С.

## Радња
Војислав, некада успешни кошаркаш, застранио је у спортске малверзације. Размишљајући о правцу којим је кренуо његов живот, долази на идеју да поново уложи у клуб у коме је почео пре неколико деценија. Његов пријатељ и бивши саиграч, Крешимир, негде у Загребу труди се да отплати велике дугове. Јелица и Милован су успешни београдски привредници — она власница галерије, он власник новина, и обоје под наизглед великим бременом прошлости. Док она жели да њен син из првог брака, успешни млади кошаркаш, заврши своју каријеру, њен супруг из Америке доводи своју ћерку из првог брака да му помогне око вођења медијске компаније. Кроз серију пролази читава плејада ликова, чије се судбине преплићу на најчудније начине.
Серија се бави судбином двојице кошаркаша који након вансеријске спортске каријере започињу нови живот и покушавају да се остваре у другим пословима. Прича говори о двојици некада нераздвојних пријатеља и саиграча у славном кошаркашком клубу, који је данас на рубу пропасти, који ће њих двојицу спојити у покушају да га подигну из пепела.

## Улоге

### Главне
- Небојша Дугалић
- Филип Шоваговић
- Александар Радојичић
- Ива Илинчић
- Миона Марковић
- Светозар Цветковић
- Дубравка Мијатовић
- Марко Николић
- Милица Зарић
- Ненад Хераковић
- Весна Тривалић
- Слободан Нинковић
- Славиша Чуровић
- Милан Чучиловић
- Горан Султановић
- Срђан Тодоровић
- Јован Јовановић
- Миодраг Драгичевић
- Павле Вркљан
- Вучић Перовић
- Милорад Капор
- Дајана Чуљак
- Луција Шербеџија
- Мина Совтић
- Мина Николић
- Борис Комненић
- Тамара Драгичевић
- Ђорђе Стојковић
- Урош Јовчић
- Јелисавета Орашанин
- Сергеј Трифуновић
- Енис Бешлагић

## Епизоде
| Бр. еп. (укупно) | Бр. еп. (у сезони) | Наслов       | Редитељ                                | Сценариста                                                                                                  | Премијера          |
| --- | ------------------ | ------------ | -------------------------------------- | --- | ------------------ |
| 1 | 1                  | Епизода 1.1  | Данило Бећковић                        | Душан Булић, Антонио Габелић, Саша Подгорелец, Коста Пешевски и Владимир Кецмановић                         | 1. новембар 2018.  |
| Искусни и бескрупулозни кошаркашки агент Војислав Тодоровић покушава да избалансира свој живот између породице, посла и љубавнице. У свом том хаосу, добија понуду од контроверзног бизнисмена да преузме КК Радник у коме је као млад играо и био првак СФРЈ, уништи га, а затим узме део новца од пословно-стамбеног комплекса који ће бити изграђен на месту клуба. Далеко од Београда, у Загребу његов бивши најбољи пријатељ и саиграч, тренер Крешимир Ивановић остаје без посла због алкохолизма и депресије. Његов приватни и пословни живот се распадају. Крешова, а касније и Војина бивша, Јелица, са својим мужем Милованом краљем жуте штампе, за то време повећа своју пословну империју.                       |                    |              |                                        | |                    |
| 2 | 2                  | Епизода 1.2  | Данило Бећковић и Срђан Спасић         | Душан Булић, Антонио Габелић, Саша Подгорелец, Марко Манојловић и Коста Пешевски                            | 2. новембар 2018.  |
| Војислав одлучује да можда по први пут у животу уради праву ствар.Преузима свој стар клуб Радник и одлучује за тренера клуба узме Крешимира којег није видео ни чуо скоро 30 година. Војислав је иначе агент Крешимировом и Јеличином сину Марку, са којим Крешимир нема никакав контакт више од 20 година. Војислав је убеђен да ће својим поступком успети да помири оца и сина и подигне Радник у коме га сви мрзе јер је отео и распродао све играче у време у коме је клуб имао резултате. Крешимир је у коцкарским дуговима, а један од његових највећих поверилаца је брат његове покојне жене, Ловро, који емотивним уценама покушава од Креше да извуче материјалну корист. Да ли ће Крешо прихватити Војину понуду? |                    |              |                                        | |                    |
| 3 | 3                  | Епизода 1.3  | Данило Бећковић и Срђан Спасић         | Душан Булић, Антонио Габелић, Саша Подгорелец, Марко Манојловић и Коста Пешевски                            | 8. новембар 2018.  |
| Воја пребацује Марка, талентованог кошаркаша, али великог солера и егоисту у Радник против Маркове воље. Јелица ради на томе да прекине синовљеву кошаркашку каријеру и нађе му озбиљан посао. Тражи од свог супруга Милована да напада Радник у својим новинама док Милован за то време покушава да у посао убаци своју ћерку Ана Марију. |                    |              |                                        | |                    |
| 4 | 4                  | Епизода 1.4  | Данило Бећковић и Срђан Спасић         | Душан Булић, Антонио Габелић, Саша Подгорелец, Марко Манојловић и Коста Пешевски                            | 9. новембар 2018.  |
| Ана Марија упознаје се са лошом страном очевог посла - комбинације са политичарима, естрадом, плаћано лагање... Пред њом је морална дилема, да ли да настави Миловановим стопама или да одустане. Након неуспелог контакта са Марком, Крешо има кризу и размишља се да напусти радник и врати се за Загреб. Воји супруга саопштава да се брине за његову ћерку Теодору, јер је затекла ћеркиног професора у кући. То јој је сумњиво, док Воја у томе не види никакав проблем. Марко и Ана Марија се зближавају и отварају једно другом. Обоје сумњају у своје каријере и однос родитеља према њима. |                    |              |                                        | |                    |
| 5 | 5                  | Епизода 1.5  | Данило Бећковић и Срђан Спасић         | Душан Булић, Антонио Габелић, Саша Подгорелец, Марко Манојловић и Коста Пешевски                            | 15. новембар 2018. |
| Марко је одустао од кошарке, и Јелица му налази нови посао, у Миловановој редакцији. Између Ана Марије и њене маћехе Јелице траје тихи сукоб. Јелица нема довољно поверења у Ана Марију као новинарку која треба да извештава са изложбе која се дешава у Јеличиној приватној галерији и покушава да јој преко Милована одузме тај посао. Милован покушава да своју пословну империју прошири и на Хрватску, у којој се састаје са људима који директно раде против Креше и његових интереса. Крешо тражи од Воје да се у Радник доведу нови играчи и да се направи јак тим. |                    |              |                                        | |                    |
| 6 | 6                  | Епизода 1.6  | Данило Бећковић и Срђан Спасић         | Душан Булић, Антонио Габелић, Саша Подгорелец, Марко Манојловић и Коста Пешевски                            | 16. новембар 2018. |
| Крешо и Воја крећу у потрагу за новим играчима за КК Радник. Прва препрека на њиховом путу биће бивша жена једног играча и корумпирани социјални радник. Због новинског текста којим је Ана Марија уништила последњу Јеличину шансу да направи посао са министарком културе, између њих две почиње отворени рат и тестирање Милованове наклоности. За то време у Дариној кафани екипа открива да Милованов Флеш креће у прљаву кампању против Воје, Креше и њиховог клуба. |                    |              |                                        | |                    |
| 7 | 7                  | Епизода 1.7  | Данило Бећковић и Срђан Спасић         | Душан Булић, Антонио Габелић, Саша Подгорелец, Марко Манојловић и Коста Пешевски                            | 22. новембар 2018. |
| Воја и Крешо настављају потрагу за новим играчима, како би КК Радник довели у ред. На том путу испречиће им се проблематични отац још проблематичнијег Луке, талентованог кошаркаша. Поред оца који мисли да полаже сва права на играчку каријеру свог сина, Лука има још један проблем: у затвору је због туче. Казна му истиче много након планираних припрема, што Воји и Креши прави велики проблем. Како ће Воја и Крешо успети да реше ову ситуацију, и како ће се Воја изборити са новим нападима из редакције Флеша, чији бескрупулозни уредник и власник Милован, не бира средства да уништи Радник? |                    |              |                                        | |                    |
| 8 | 8                  | Епизода 1.8  | Данило Бећковић и Срђан Спасић         | Душан Булић, Антонио Габелић, Саша Подгорелец, Марко Манојловић и Коста Пешевски                            | 23. новембар 2018. |
| Полако се откривају детаљи тајног пословног плана иза кога заједно стоје Милован и градоначелник, и колико им на остварењу тог плана на путу стоји КК Радник. Ловро спрема нову пакост за Крешу, не би ли га вратио у Загреб и одузео му земљу. Воја и Крешо настављају са регрутацијом играча за свој тим. Следећи пик им је Борис, одличан играч и педагог, који је одустао од каријере, како би се посветио болесном брату Андреју. Марко и Лука, будући саиграчи истовремено постају и цимери и велики ривали, а како ће се њихов однос одразити на читав тим. |                    |              |                                        | |                    |
| 9 | 9                  | Епизода 1.9  | Данило Бећковић и Срђан Спасић         | Душан Булић, Антонио Габелић, Саша Подгорелец, Марко Манојловић и Коста Пешевски                            | 29. новембар 2018. |
| Војина супруга Весна има све веће проблеме са безобразним и размаженим учеником, сином политичара Татића. Весна то чува као тајну коју сазнаје њена ћерка Теодора, која решава да узме ствари у своје руке. Марков и Ана Маријин однос се додатно компликује, као и Јеличин и Ана Маријин однос. Од ноћног живота и коцкања испијени Крешо и мотивисани Воја, крећу у Истру по још једног играча, Леа. Стеван је од Воје добио задатак да оформи нов управни одбор Радника, али на Стеванову велику жалост, екипа из Дарине кафане га узима под своје, и ствари се потпуно отимају контроли. |                    |              |                                        | |                    |
| 10 | 10                 | Епизода 1.10 | Данило Бећковић и Срђан Спасић         | Душан Булић, Антонио Габелић, Саша Подгорелец, Марко Манојловић и Коста Пешевски                            | 30. новембар 2018. |
| Воји и Креши фали још један играч да комплетирају тим. Крешо жели да то буде Горан, кошаркашки и машински геније, који паралелно размишља о кошаркашкој и академској каријери. Горана актуелни клуб држи у карантину, како би га заштитили од људи као што је Воја и њиховог утицаја. Воја и Крешо имају врло мало времена да реше ову ситуацију, али и свој однос, јер је Воја сазнао да коцкарска зависност Крешу опет одвела на странпутицу и бацила га у дугове. Чика Миша, Војин отац, сазнаје преко Флеша који води прљаву кампању против Воје, да овај доводи играче из Хрватске у Радник. Војина жена Весна има све веће проблеме на радном месту због Теодорине интервенције са сином политичара Татића.             |                    |              |                                        | |                    |
| 11 | 11                 | Епизода 1.11 | Данило Бећковић и Небојша Радосављевић | Душан Булић, Антонио Габелић, Саша Подгорелец, Марко Манојловић и Коста Пешевски                            | 6. децембар 2018.  |
| Теодорин и Војин однос полако тоне, иако Воја не зна због чега. Нови играчи Горан и Лео долазе у Радник, и екипа полако почиње да добија обрисе. Теодора открива деда Миши да Весну малтретирају на послу и он решава да узима правду у своје руке. Воја на тежи начин сазнаје ко заправо чини управни одбор Радника, и да поред новина, има нове непријатеље са Живком на челу. Ловро има нове проблеме са Жмирићем, јер није обезбедио власништво над Крешином парцелом. Професор Нојман уцењује Теодору због чега Воја преузима ствари у своје руке. |                    |              |                                        | |                    |
| 12 | 12                 | Епизода 1.12 | Данило Бећковић и Небојша Радосављевић | Душан Булић, Антонио Габелић, Саша Подгорелец, Марко Манојловић и Коста Пешевски                            | 7. децембар 2018.  |
| Крешина сестричина Уна долази у Београд. Постаје физиотерапеут у КК Радник. Марко и Уна се виде по први пут и не зна се да ли ће овај догађај зближити или удаљити Марка и Крешу. Војина и Сандрина веза се прекида, али се зато стицајем околности Сандра и Крешо мало боље упознају, па чак и зближавају. Милован наставља са нападима на КК Радник, што Јелицу посебно плаши. Јелица страхује за Маркову безбедност и то је доводи у сукоб са Милованом. Лео, Марко, Горан, Борис и Лука стварају тимски дух, али не на терену него у кафани, што Креши и Воји прави додатне проблеме у сређивању клуба. |                    |              |                                        | |                    |
| 13 | 13                 | Епизода 1.13 | Данило Бећковић и Небојша Радосављевић | Душан Булић, Антонио Габелић, Саша Подгорелец, Марко Манојловић и Коста Пешевски                            | 13. децембар 2018. |
| Екипа Радника добија ново појачање али ван терена. Ана Марија полако али сигурно преузима иницијативу и поред оца постаје водећа фигура у Флешу: успева да спасе оца велике тужбе. Због поремећеног односа са Марком, Јелица одлучује да се види са Крешом после 25 година по први пут. Изласци младих кошаркаша се полако отимају контроли. |                    |              |                                        | |                    |
| 14 | 14                 | Епизода 1.14 | Данило Бећковић и Небојша Радосављевић | Душан Булић, Антонио Габелић, Саша Подгорелец, Марко Манојловић и Коста Пешевски                            | 14. новембар 2018. |
| Екипа КК Радник креће на припреме у Пулу. Марко и Јелица никако не налазе заједнички језик. Медији објављују да с грађевинска мафија мота око Радника што Воји прави додатне проблеме, јер му нико више не верује да има добре намере. Ана Марија добија велики изазов, да уређује женске стране. Јелица на пословном пољу напредује, опет успоставља везу са министарком Борком. |                    |              |                                        | |                    |
| 15 | 15                 | Епизода 1.15 | Данило Бећковић и Небојша Радосављевић | Душан Булић, Антонио Габелић, Саша Подгорелец, Марко Манојловић и Коста Пешевски                            | 20. децембар 2018. |
| Милован и Гавра почињу озбиљно да сумњају да ће се Воја држати договора око рушења хале КК Радник. Све више верују да Воја жели да оживи клуб. Гавра решава да уђе у приватну истрагу о Воји и клубу, док Милован покушава да утиче на Кошаркашки савез и тако дестабилизује Воју. Војин отац Миша сумња у Војине добре намере према Раднику, и убеђен је да ће Воја поново издати свој клуб. Екипа је са Крешом на припремама у Пули, а тимски дух још увек не постоји. |                    |              |                                        | |                    |
| 16 | 16                 | Епизода 1.16 | Данило Бећковић и Никола Ђуричко       | Душан Булић, Антонио Габелић, Саша Подгорелец, Марко Манојловић и Коста Пешевски                            | 21. децембар 2018. |
| Притисци из Кошаркашког савеза на КК Радник су све јачи. Стеван уз помоћ екипе из Дарине кафане и једног познатог новинара повлачи очајнички потез за спас клуба. Органузују герила кампању која би требало да преокрене јавно мњење у корист клуба. Ана Марија све више сумња у Милованове мотиве за напад на КК Радник, што их доводи у нови сукоб. За то време новинари Жарко и Маја прате припреме клуба у Пули, у нади да ће забележити неки скандал вредан насловне стране. |                    |              |                                        | |                    |
| 17 | 17                 | Епизода 1.17 | Данило Бећковић и Никола Ђуричко       | Душан Булић, Антонио Габелић, Саша Подгорелец, Марко Манојловић и Коста Пешевски                            | 27. децембар 2018. |
| Весна упознаје Теодорину нову другарицу Луну и њена сумња у разлог промене Теодориног понашања постаје све већа. Крешо покушава да од играча Радника направи тим, али није сигуран да ствари иду у добром смеру. Посета његове бивше додатно га дестабилизује. Пантина кампања за спас Радника даје прве резултате. Милован и Јелица покушавају да уз помоћ веза са градоначелником увећају своју пословну империју, што може имати директне последице на КК Радник. Јелица и Ана Марија имају први отворен сукоб, који се завршава претњом. |                    |              |                                        | |                    |
| 18 | 18                 | Епизода 1.18 | Данило Бећковић и Никола Ђуричко       | Душан Булић, Антонио Габелић, Саша Подгорелец, Марко Манојловић и Коста Пешевски                            | 28. децембар 2018. |
| Играчи КК Радник враћају се са припрема, да ли као нови тим или као индивидуалци, време ће показати. Уна и Марко полако граде однос који никад у животу нису имали, ствари иду на боље. Весна дели са Војом своју забринутост за Теодору, Воја схвата да њихова комуникација полако бледи. Теодора полако али сигурно постаје део клаберске сцене и престаје да буде добра девојка. Марку у посету долази Јелица, у жељи да сазна да ли је и какав је однос изградио са Крешом. Да би имао контролу над Крешом, Ловро шаље Хану у Флеш да тамо ради. |                    |              |                                        | |                    |
| 19 | 19                 | Епизода 1.19 | Данило Бећковић и Никола Ђуричко       | Душан Булић, Антонио Габелић, Саша Подгорелец, Марко Манојловић и Коста Пешевски                            | 3. јануар 2019.    |
| Сандрина и Крешина веза све је озбиљнија.То Креши ствара додатни притисак, јер мора да крије ту везу од Воје. Воја на све начине покушава да оживи клуб, а пре свега налажењем нових спонзора за КК Радник. За то време екипа се спрема за своју прву утакмицу и то пријатељску. Цео тим добиће прилику да покаже и надогради тимски дух, али далеко од терена. Какве везе имају цепанице, секире, пиво са стварањем тимског духа у КК Радник ? |                    |              |                                        | |                    |
| 20 | 20                 | Епизода 1.20 | Данило Бећковић и Никола Ђуричко       | Душан Булић, Антонио Габелић, Саша Подгорелец, Марко Манојловић и Коста Пешевски                            | 4. јануар 2019.    |
| Пред прву званичну утакмицу новог тима КК Радник, генерални спонзор са којим је Воја све договорио отказује сарадњу. Воја има мало времена да пронађе нове спонзоре или да смисли начин да се клуб рекламира и извуче неку корист. Воја се на крају опредељује за промовисање хуманитарне акције. Мамурни од јучерашњег спонтаног пијанства, играчи једва излазе на терен, да ли ће их то удаљити од прве победе у сезони и значити лоши старт, или ће Крешо успети да нађе начин да у њима пробуди жељу за победом? |                    |              |                                        | |                    |
| 21 | 21                 | Епизода 1.21 | Данило Бећковић и Ненад Павловић       | Душан Булић, Антонио Габелић, Саша Подгорелец, Марко Манојловић, Милан Коњевић, Марко Поповић и Ранко Божић | 28. март 2019.     |
| Сликар Јелица и Петар настављају своју тесну сарадњу. Воја, Крешо и Стеван сазнају да лоши резултати немају везе са тимским духом, већ са кафанским животом и решавају да среде ствар. Конкурентске новине објављују насловну страну о Ана Маријиној афери из Америке, што Милована избацује из такта и квари његове односе са ћерком. У редакцију Флеша као појачање долази Хана. Крешо показује своје педагошке способности према екипи. На помолу су и две нове романсе. |                    |              |                                        | |                    |
| 22 | 22                 | Епизода 1.22 | Данило Бећковић и Ненад Павловић       | Душан Булић, Антонио Габелић, Саша Подгорелец, Марко Манојловић, Милан Коњевић, Марко Поповић и Ранко Божић | 29. март 2019.     |
| Гавра киднапује судије и прети им да морају суде против Радника. Сандра инсистира да Крешо и она озваниче њихову везу, нарочито Воји. Крешо се налази у ситуацији која му не прија. Јеличин и Ана Маријин сукоб се наставља још већим интензитетом, Јелица је у офанзиви. Милован враћа везе са министарком културе, што њега и Јелицу опет зближава, али само пословно. Екипа Радника је пред великим искушењем, чека их утакмица у којој су судије очигледно против њих, да ли ће победити неправду? |                    |              |                                        | |                    |
| 23 | 23                 | Епизода 1.23 | Данило Бећковић и Ненад Павловић       | Душан Булић, Антонио Габелић, Саша Подгорелец, Марко Манојловић, Милан Коњеви, Марко Поповић и Ранко Божић  | 4. април 2019.     |
| Милован почиње нападе на све противкандидате министарке Борке. У своје политичке игре укључује и Ана Марију. Флеш долази у посед слика које доказују Сандрину и Крешину везу. Крешина бивша, Хана, полако постаје део екипе Флеша. Војина супруга Весна налази нову подршку у животу, колегу Николу, са којим гради специјалан однос. За то време Воја покушава да заштити Радник од нефер суђења, утицајем на КСС. |                    |              |                                        | |                    |
| 24 | 24                 | Епизода 1.24 | Данило Бећковић и Ненад Павловић       | Душан Булић, Антонио Габелић, Саша Подгорелец, Марко Манојловић, Милан Коњеви, Марко Поповић и Ранко Божић  | 5. април 2019.     |
| У Ана Маријин живот враћа се човек од кога је побегла из Америке. Он инсистира на помирењу, Ана Марија се двоуми, с обзиром на његову насилничку прошлост. Крешин ауторитет у екипи се ломи на све безобразнијем и непослушнијем Марку, који га игнорише и као оца и као тренера. Теодора полако улази у андерграунд свет музике и порока. |                    |              |                                        | |                    |
| 25 | 25                 | Епизода 1.25 | Данило Бећковић и Ненад Павловић       | Душан Булић, Антонио Габелић, Саша Подгорелец, Марко Манојловић, Милан Коњеви, Марко Поповић и Ранко Божић  | 11. април 2019.    |
| Неразумевање између Воје и Теодоре се продубљује. Ана Марија ипак улази у везу са Робертом, који поново показује знаке патолошке љубоморе. У стану кошаркаша, нове проблеме прави Лука, који својим безобразлуком не може да се уклопи са Гораном, Леом и Марком. Хана добија задатак да за Флеш прати КК Радник, што Крешу избацује из такта. Милован наставља са чишћењем конкурената министарке Борке. Весна продубљује пријатељство са професором Николом. |                    |              |                                        | |                    |
| 26 | 26                 | Епизода 1.26 | Данило Бећковић и Мирослав Лекић       | Душан Булић, Антонио Габелић, Саша Подгорелец, Марко Манојловић, Милан Коњеви, Марко Поповић и Ранко Божић  | 12. април 2019.    |
| Пред нову утакмицу, Крешо примењује неконвенционалне методе, не би ли од играча Радника коначно направио сложну екипу. Ана Марија се потпуно препустила Роберту, који је нон стоп иза леђа проверава. Весна и Никола све више се зближавају у покушајима да помогну трудној ученици. Милован односи нову победу у борби на страни министарке Борке, а истовремено добија информацију да један од играча Радника има кривични досије, што му даје простора за нову кампању против клуба. Радник излази на терен, сви се надају првој победи. Војина Теодора је на прагу нове романсе. |                    |              |                                        | |                    |
| 27 | 27                 | Епизода 1.27 | Данило Бећковић и Мирослав Лекић       | Душан Булић, Антонио Габелић, Саша Подгорелец, Марко Манојловић, Милан Коњеви, Марко Поповић и Ранко Божић  | 18. април 2019.    |
| Хана полако преузима примат међу новинарима Флеша, што поједине колеге чини љубоморнима. Војин и Веснин брак полако тоне, а њихова комуникација скоро и да не постоји. Банана и Пеко користе Андрејев таленат за кладионице, све док му у једном моменту не позли. Јелица је све даље од Милована, а све ближа сликару Петру. Пред Теодором је нови изазов: да ли да уђе у везу са Луном. |                    |              |                                        | |                    |
| 28 | 28                 | Епизода 1.28 | Данило Бећковић и Мирослав Лекић       | Душан Булић, Антонио Габелић, Саша Подгорелец, Марко Манојловић, Милан Коњеви, Марко Поповић и Ранко Божић  | 19. април 2019.    |
| Теодора почиње да ради у Дариној кафани, због ње Гага и Ивана почињу да долазе у кафану, што привлачи пажњу младих кошаркаша. Крешо и даље покушава да од њих направи не само тим, него играче који могу да издрже целу утакмицу. Однос између Весне и Николе полако прелази границе односе двају колега и пријатеља. Необавезни разговор између Ана Марије и Луке на једној изложби, довешће до тога да њен дечко Роберт покаже своје право насилничко лице. |                    |              |                                        | |                    |
| 29 | 29                 | Епизода 1.29 | Данило Бећковић и Мирослав Лекић       | Душан Булић, Антонио Габелић, Саша Подгорелец, Марко Манојловић, Милан Коњеви, Марко Поповић и Ранко Божић  | 25. април 2019.    |
| Ана Марија и Лука улазе у романсу, брине их шта ће Марко рећи на то. Потресена искуством са Робертом, Ана Марија окреће нови лист, решила је да буде агресивнија и одлучнија, њена прва жртва биће несавесни власници штампарије која сарађује са Флешом. У покушајима да допру до Теодоре, Весна и Воја заправо губе контакт са њом. Весна и Никола односе велику победу у борби за права њихове ученице, што их још више зближава. Милован улази у мали сукоб са градоначелником, док Јелица све више времена проводи код Петра у атељеу. |                    |              |                                        | |                    |
| 30 | 30                 | Епизода 1.30 | Небојша Радосављевић                   | Душан Булић, Антонио Габелић, Саша Подгорелец, Марко Манојловић, Милан Коњеви, Марко Поповић и Ранко Божић  | 26. март 2019.     |
| Због пљувачких текстова, бомбаш долази у Флеш да се освети. Један од људи о чијој је фирми Флеш писао бљувотине, упада у редакцију са кашикаром - његов посао је пропао због Милована, Флеша и пљувачких текстова. Због тога тражи освету. Цела редакција Флеша постаје жртва талачке кризе, Милован је за то време одсутан. Пеко и Банана добили су прилику да воде кафану, јер су Дара и Живко одсутни. Њихов ангажман више подсећа на комедију него на радни дан у кафани. |                    |              |                                        | |                    |
| 31 | 31                 | Епизода 1.31 | Данило Бећковић и Мирослав Лекић       | Душан Булић, Антонио Габелић, Саша Подгорелец, Марко Манојловић, Милан Коњеви, Марко Поповић и Ранко Божић  | 2. мај 2019.       |
| Весна све тешње сарађује са својим колегом Николом у настојању да помогну њиховој заједничкој ученици која је у проблему. Ловро и Љубица долазе у Београд, у последњем покушају да наговоре Крешу да Ловри прода земљиште. У очајничком покушају да наговори Крешу на продају, Ловро прави паклени план са Милованом. |                    |              |                                        | |                    |
| 32 | 32                 | Епизода 1.32 | Данило Бећковић и Мирослав Лекић       | Душан Булић, Антонио Габелић, Саша Подгорелец, Марко Манојловић, Милан Коњеви, Марко Поповић и Ранко Божић  | 3. мај 2019.       |
| Због насловне стране Флеша посвећене Креши избија скандал који ће пореметити многе везе и односе. Ана Марија и Лука ће захладнети свој однос, а Хана ће коначно схватити какав је Милован заиста и на шта је све спреман. Раднику се за то време припрема ново искушење: нова утакмица на којој ће Марко коначно добити прилику да покаже какав је лидер. Да ли ће изневерити Крешина очекивања? |                    |              |                                        | |                    |
| 33 | 33                 | Епизода 1.33 | Данило Бећковић и Никола Ђуричко       | Душан Булић, Антонио Габелић, Саша Подгорелец, Марко Манојловић, Милан Коњеви, Марко Поповић и Ранко Божић  | 9. мај 2019.       |
| Због објављеног снимка на ком удара Милована, Воја доживљава медијски линч. Воја уз асистенцију својих сарадника ангажује Мину, која је стручњак за ПР. Медијски рат за спас Радника почиње, а у целу причу на страни Радника улази Војин и Крешин пријатељ из некада првог тима Дамир Драгаш. Марко захваљујући Уни сазнаје трагичне детаље из живота свог оца. Због помагања својој трудној ученици Весна долази у сукоб са директором школе, али не одустаје од даље борбе да помогне. Јелица и сликар Петар све су приснији. |                    |              |                                        | |                    |
| 34 | 34                 | Епизода 1.34 | Данило Бећковић и Небојша Радосављевић | Душан Булић, Антонио Габелић, Саша Подгорелец, Марко Манојловић, Милан Коњеви, Марко Поповић и Ранко Божић  | 10. мај 2019.      |
| Милован је нервозан због због Војине мале победе у медијском рату. Гавра такође у Војиним успесима око Радника види велики проблем. Јелица покушава да успостави здраве односе са Марком, али он не зна да ли може да јој опрости то што је све време знала за Милованове тајне планове у вези са Радником.Са друге стране, Крешо прави одлучујуће кораке у помирењу са Марком. Драгаш званично постаје нови савезник Воје и Креше у борби око очувања Радника. |                    |              |                                        | |                    |
| 35 | 35                 | Епизода 1.35 | Данило Бећковић и Ненад Павловић       | Душан Булић, Антонио Габелић, Саша Подгорелец, Марко Манојловић, Милан Коњеви, Марко Поповић и Ранко Божић  | 16. мај 2019.      |
| Милован упада у проблеме са законом, а све због сукоба који има са градоначелником. Весна и Никола настављају своју везу, а проблем који имају због ученице којој су помогли, и ако прави скандал за школу у којој раде, још више их зближава. Чутурин долазак у Радник донео је нову енергију, и сви се надају да ће клуб извући из проблема. |                    |              |                                        | |                    |
| 36 | 36                 | Епизода 1.36 | Данило Бећковић и Мирослав Лекић       | Душан Булић, Антонио Габелић, Саша Подгорелец, Марко Манојловић, Милан Коњеви, Марко Поповић и Ранко Божић  | 17. мај 2019.      |
| 37 | 37                 | Епизода 1.37 | Данило Бећковић и Никола Ђуричко       | Душан Булић, Антонио Габелић, Саша Подгорелец, Марко Манојловић, Милан Коњеви, Марко Поповић и Ранко Божић  | 23. мај 2019.      |
| 38 | 38                 | Епизода 1.38 | Данило Бећковић и Небојша Радосављевић | Душан Булић, Антонио Габелић, Саша Подгорелец, Марко Манојловић, Милан Коњеви, Марко Поповић и Ранко Божић  | 24. мај 2019.      |
| 39 | 39                 | Епизода 1.39 | Данило Бећковић                        | Душан Булић, Антонио Габелић, Саша Подгорелец, Марко Манојловић, Милан Коњеви, Марко Поповић и Ранко Божић  | 30. мај 2019.      |
| Нестанак струје за Нову годину зближава јунаке серије. Ана Марија и њена екипа целу ноћ остају у редакцији Флеша и присећају се најзанимљивијих детаља из заједничког рада. Екипа Радника остаје у заједничком стану, а кроз сећања се враћа на почетак кошаркашке сезоне. Воја и Крешо славе Нову годину у Дариној кафани уз подсећање на најтурбулентније тренутке из новије историје КК Радник. |                    |              |                                        | |                    |
| 40 | 40                 | Епизода 1.40 | Данило Бећковић и Небојша Радосављевић | Душан Булић, Антонио Габелић, Саша Подгорелец, Марко Манојловић, Милан Коњеви, Марко Поповић и Ранко Божић  | 31. мај 2019.      |
| Тома Томановић, Лукин отац, долази код Милована да му преда папире који доказују да Лука није права да игра за Радник. Папири могу да сруше клуб. Ана Марија сусреће Лукиног оца док одлази из редакције и препознаје га. Милован јој сугерише да одабере ко јој је битнији: Радник или Флеш. Марко и Крешо причају о понуди коју је Марко добио од НБА, он се полако поздравља са свима и спрема се за одлазак. Борис и Ивана одлазе ван града, остављају Андреја самог. Андреју касније страшно позли. |                    |              |                                        | |                    |
| 41 | 41                 | Епизода 1.41 | Данило Бећковић                        | Душан Булић, Антонио Габелић, Саша Подгорелец, Марко Манојловић, Милан Коњеви, Марко Поповић и Ранко Божић  | 6. јун 2019.       |
| Ана Марија је у дилеми да ли да Луки каже за паклени план који са новим доказима Милован спрема у борби против КК Радник. Текст о Луки излази на порталу Флеша. Воја, Мина и Дамир су приморани да смисле нову тактику за одбрану Радника. Иванина и Борисова веза пада у кризу, јер Ивана не може да се избори са тим што је Борис превише ограничен бригом о брату. Воја и Теодора полако успостављају контакт. Јелица решава да се активно умеша у сукоб Воја - Милован. |                    |              |                                        | |                    |
| 42 | 42                 | Епизода 1.42 | Данило Бећковић                        | Душан Булић, Антонио Габелић, Саша Подгорелец, Марко Манојловић, Милан Коњеви, Марко Поповић и Ранко Божић  | 7. јун 2019.       |
| 43 | 43                 | Епизода 1.43 | Данило Бећковић и Небојша Радосављевић | Душан Булић, Антонио Габелић, Саша Подгорелец, Марко Манојловић, Милан Коњеви, Марко Поповић и Ранко Божић  | 13. јун 2019.      |
| Марко се пакује за Америку, поздравља се са свима. Његова екипа се спрема за одлучујући меч. Јелица му саопштава да је решила да остави Милована. Милован и Ана Марија се састају са Татићем јер Милован хоће да му направи кампању за новог градоначелника. Утакмица почиње, екипи иде лоше без Марка. Милован и Ана Марија из непознатог разлога појављују се испред хале КК Радник. Милован је насмејан и смирен. |                    |              |                                        | |                    |
| 44 | 44                 | Епизода 1.44 | Данило Бећковић и Небојша Радосављевић | Душан Булић, Антонио Габелић, Саша Подгорелец, Марко Манојловић, Милан Коњеви, Марко Поповић и Ранко Божић  | 14. јун 2019.      |
| У великом финалу сазнаћемо шта ће се десити са КК Радник, да ли ће Воја успети да оствари све своје планове са клубом или ће то поћи за руком Миловану и шта касније све чека и каква судбина екипу Радника, редакцију Флеша, екипу из Дарине кафане? |                    |              |                                        | |                    |